# Ronsecco
Ronsecco (piemontesisch Ronsuch) ist eine Gemeinde in der italienischen Provinz Vercelli (VC), Region Piemont.

## Lage und Einwohner
Ronsecco liegt 15 km südwestlich von Vercelli. Die Nachbargemeinden sind Bianzè, Crova, Desana, Lignana, Tricerro, Trino und Tronzano Vercellese. Das Gemeindegebiet umfasst eine Fläche von 24 km² und hat 560 Einwohner (Stand 31. Dezember 2023). Ronsecco liegt an der Via Francigena. 